# Лор (Нижний Рейн)
Лор (фр. Lohr) — коммуна на северо-востоке Франции в регионе Гранд-Эст (бывший Эльзас — Шампань — Арденны — Лотарингия), департамент Нижний Рейн, округ Саверн, кантон Ингвиллер. До марта 2015 года коммуна административно входила в состав упразднённого кантона Ла-Птит-Пьер (округ Саверн).
Площадь коммуны — 10,41 км², население — 512 человек (2006) с тенденцией к стабилизации: 500 человек (2013), плотность населения — 48,0 чел/км².

## Население
Население коммуны в 2011 году составляло 497 человек, в 2012 году — 494 человека, а в 2013-м — 500 человек.
| 1962 | 1968 | 1975 | 1982 | 1990 | 1999 | 2006 | 2008 | 2011 | 2012 | 2013 |
| ---- | ---- | ---- | ---- | ---- | ---- | ---- | ---- | ---- | ---- | ---- |
| 525  | 537  | 548  | 513  | 478  | 522  | 512  | 506  | 497  | 494  | 500  |

Динамика населения:

## Экономика
В 2010 году из 321 человек трудоспособного возраста (от 15 до 64 лет) 261 были экономически активными, 60 — неактивными (показатель активности 81,3 %, в 1999 году — 70,9 %). Из 261 активных трудоспособных жителей работали 242 человека (128 мужчин и 114 женщин), 19 числились безработными (9 мужчин и 10 женщин). Среди 60 трудоспособных неактивных граждан 17 были учениками либо студентами, 23 — пенсионерами, а ещё 20 — были неактивны в силу других причин.